# Salvatore Fancello
Salvatore Fancello (Dorgali, 8 maggio 1916 – Bregu Rapit, 12 marzo 1941) è stato uno scultore, ceramista e pittore italiano.

## Biografia
È un artista che con ragione è stato paragonato ad una meteora nel panorama artistico italiano del Novecento. Nato a Dorgali, penultimo di dodici figli di Pietro e Rosaria Cucca, fin da giovanissimo rivela le sue attitudini al disegno. Nel 1929 si diploma alla locale scuola professionale e inizia a lavorare nel laboratorio ceramico di Ciriaco Piras di Dorgali contribuendo così al mantenimento della famiglia.
Nel 1930 partecipa ad un concorso del Consorzio dell'Economia Corporativa e vince una delle due borse di studio di 3.750 lire annue in palio (l'altra borsa andò a Giovanni Pintori) e ottiene così l'iscrizione all'ISIA di Monza. Già orfano del padre, durante la traversata in nave apprende la morte della madre: a soli quattordici anni si trova quindi ad intraprendere con solitaria tristezza l'esperienza all'ISIA. Gli sono fraternamente vicini i due amici sardi che frequentano l'Istituto con lui: Giovanni Pintori e Costantino Nivola.
All'ISIA emerge immediatamente per le sue capacità, unanimemente riconosciute sia dai docenti che dagli stessi compagni.
Molti dei suoi lavori del suo periodo all'ISIA fanno oggi parte delle Raccolte D'Arte del Comune di Monza.
Il suo percorso artistico si svolge nell'arco di appena un decennio.
Le sue prime terrecotte note datano intorno al 1933; tra il 1933 e il 1935 compone un “Bestiario” in terracotta. Nel 1934 consegue il diploma di Capo d'Arte in Ceramica.
Dal 1934 e fino alla sua chiamata alle armi Fancello trascorre le estati a Padova, presso il laboratorio del suo maestro Virgilio Ferraresso.
Segue sempre a Monza il biennio di perfezionamento e consegue il diploma di Maestro d'Arte.
Inizia ad esporre: è a Torino con Nivola.
Il 1936 è per lui un anno importante: espone alla VI Triennale di Milano (Palazzo dell'Arte) dove viene assegnato il Gran premio ai suoi Segni zodiacali.
L'architetto Giuseppe Pagano, insegnante all'ISIA, lo apprezza e lo sostiene, la critica comincia ad interessarsi ai suoi lavori. Si trasferisce a Milano dove frequenta i circoli di cultura razionalista.
Nel 1937 conosce Giulio Carlo Argan, all'epoca funzionario del Ministero dell'Educazione Nazionale; conosce anche Giulio Rosi sovrintendente a Torino: entrambi gli acquistano delle opere. Lavora a un bassorilievo e a dei graffiti per la Mostra Tessile di Roma, lavora anche per la Olivetti. Nello stesso anno è da Mazzotti ad Albissola dove lavora insieme a Fontana.
A dicembre è chiamato alle armi.
Nel 1938, durante il servizio militare, conosce Cesare Brandi. Giulia Veronesi gli dedica un articolo sulla rivista Corrente mentre le opere eseguite per la VI Triennale vengono pubblicate da Pagano nel libro Arte decorativa italiana di Hoepli. È in gravi difficoltà economiche.
Lavora ancora ad Albisola da Mazzotti ed è a contatto con i futuristi, Martini, Sassu, vi ritrova Fontana ed esegue oltre cento pezzi di notevole valore (bestiario, piatti, vasi). Nello stesso anno realizza, a china e acquerello su un lungo rotolo di carta per telescrivente, il Disegno ininterrotto e ne fa dono di nozze agli amici Costantino Nivola e Ruth Guggenheim che, poco dopo, dovranno emigrare a causa delle leggi razziali, dapprima in Francia e poi negli Stati Uniti.
È richiamato alle armi nel 1939. Nel marzo 1940 è a Milano, in licenza: lavora per la VII Triennale dove consegue il diploma d'onore.
Per incarico di Giuseppe Pagano, esegue un importante apparato decorativo in ceramica e un bassorilievo in ceramica smaltata per la sala mensa dell'Università Bocconi di Milano.  Sono lavori imponenti per qualità e dimensioni: il complesso maggiore è un mosaico ceramico a bassorilievo, modellato e cotto ad Albisola nel 1939, collocati in opera nel 1941 a spese dell'autore stesso. Il ciclo di questi lavori ci è giunto incompleto.
1941 ai primi di gennaio è richiamato alle armi ad Ivrea, e viene poi inviato sul fronte greco-albanese. Muore a Bregu Rapit, in Albania, il 12 marzo 1941 e viene sepolto nel cimitero di guerra.
Nel 1942 una mostra omaggio alla Pinacoteca di Brera celebra il giovane artista caduto in guerra raccogliendone sculture, ceramiche e disegni: vengono esposte opere provenienti dalle collezioni Argan, Labò, Mazzotti, Mussolini, Pagano, Palanti, Pintori, Podestà.

Nel 1947 gli viene conferita la medaglia d'argento al Valor Militare. Nel 1962 le sue spoglie vengono riportate in patria e tumulate nel camposanto di Dorgali.

## Opere
- Dorgali, Museo Civico
- Faenza, Museo internazionale delle ceramiche
- Milano, Università Bocconi
- Monza, Musei Civici
- Nuoro, Archivio per le Arti Applicate
- Nuoro, Spazio ilisso
- Oliena, Hotel Su Gologone
- Cagliari, Caterina Lai
- Milano, Augusto Fancello
- Alghero, Antonietta Lai Pisan